# Pierre Vitoux
Pour les articles homonymes, voir Vitoux.
Pierre Vitoux (11 février 1908 à Paris - 9 octobre 1995 à Paris) est un journaliste français du XXe siècle.

## Famille
Il est le fils unique de Georges Vitoux et de sa femme Henriette. Il est le père de l’écrivain Frédéric Vitoux

## Carrière
Il entre au Petit Parisien en 1933 dont il devient chef des Services Etrangers 
Pendant l’Occupation  il donne des articles à Je suis partout sur la Roumanie.
En 1944, il est  condamné  à 12 ans de prison. Il  purge sa peine à la  maison centrale de Clairvaux où il rencontre  Christian de La Mazière avec lequel il devient ami. Il est libéré  après trois ans d’emprisonnement.
Il aurait écrit aussi quelques romans légers dont certains sous pseudonyme.

## Œuvres
- Terreur sous les palmes, Presses du Mail, 1961
- Capriccio, Presses du Mail, 1962

sous le pseudonyme Pierre La Nartelle : 
- Tiroir secret - roman policier, Collection Le  Labyrinthe  - E.O. 1944